# 道の駅はなまき西南
道の駅はなまき西南（みちのえき はなまきせいなん）は、岩手県花巻市にある岩手県道13号盛岡和賀線の道の駅である。愛称は賢治と光太郎の郷（けんじとこうたろうのさと）。

## 施設
- 駐車場 49台
  - 大型車 12台
  - 小型車 36台
  - 身障者用 1台
- トイレ 20器
- 物産館（直売所）
- 食堂
- 加工室（弁当・惣菜）
- 情報提供施設
- ベビーコーナー
- 非常用電源
- 防災倉庫

## アクセス
- 岩手県道13号盛岡和賀線 - 登録路線